# Casa-árbol

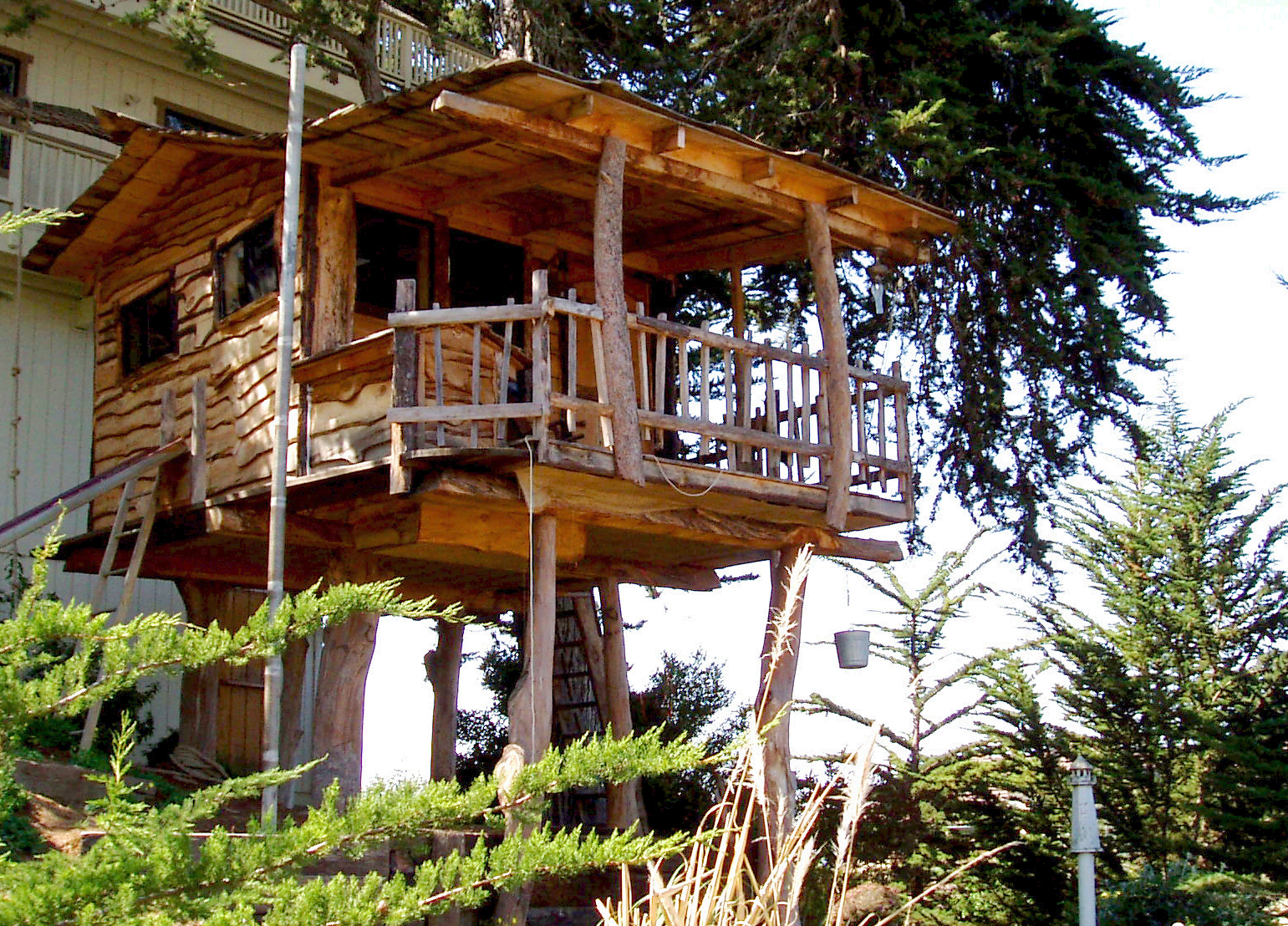
Casa de juegos en un árbol

Una casa-árbol o casa árbol es una casa o caseta de madera construida en las ramas de un árbol, o cerca del tronco de uno o varios árboles. Pueden diseñarse para ser habitadas, o también para uso recreativo de los niños.
En algunos lugares de los trópicos, las casas se construyen en los árboles, como lo hace la tribu korowai en Papúa. 
También se pueden encontrar cosas elevadas al nivel de los árboles gracias a pilares de madera. Esta práctica es comúnmente utilizada para protegerse de peligros existentes. También se usan para almacenar alimentos y evitar que los animales puedan encontrar la comida.
En el año 2008, al menos veintiocho empresas de arquitectura en Europa y Norteamérica estaban especializadas en la construcción de casas en árboles, con niveles de sofisticación muy diferentes: desde estructuras de juego para niños hasta completas y funcionales casas.
Aunque tradicionalmente han sido de madera, la experimentación con nuevas tecnologías e innovaciones ha permitido introducir otros tipos de materiales para su construcción. 
Muchas de las casas en árboles son usadas por los exploradores con fines de investigación de flora y fauna en selvas y bosques. También pueden encontrarse hoteles construidos sobre árboles en varios países como Alemania, Francia, Reino Unido o Estados Unidos.